# NGC 645
NGC 645 је спирална галаксија у сазвежђу Рибе која се налази на NGC листи објеката дубоког неба.
Деклинација објекта је + 5° 43' 34" а ректасцензија 1h 40m 8,8s. Привидна величина (магнитуда) објекта NGC 645 износи 12,7 а фотографска магнитуда 13,5. NGC 645 је још познат и под ознакама UGC 1177, MCG 1-5-16, CGCG 412-13, IRAS 01375+0528, PGC 6172.